# Valea de Brazi, Hunedoara
Valea de Brazi este o localitate componentă a orașului Uricani din județul Hunedoara, Transilvania, România.